# Max Miedinger
Max Miedinger (Zúric, Suïssa, 24 de desembre de 1910 - 8 de març de 1980) va ser un tipògraf i representant comercial suís, creador de la font tipogràfica Helvetica el 1957. La font va ser coneguda en els seus inicis com Neue Haas Grotesk (lletra de pal sec) però el 1960 va adoptar el nom actual i se'n van fer altres versions.

## Biografia
Durant la tardor de l'any 1926 Max Miedinger comença la seva carrera de tipògraf en una petita impremta anomenada "Jaques Bollmann" situada al centre de Zúric. Els seus inicis no van ser fàcils, ja que va començar de becari. Quatre anys més tard va acabar la seva formació assistint als cursos nocturns de l'Acadèmia d'arts de Zúric, i no va ser fins a l'any 1936 quan Max va començar a treballar com a tipògraf per l'agència publicitària dels centres comercials "Globus". Durant 10 anys va crear cartells, anuncis, impresos i d'altres materials semblants.
Quan va finalitzar la Segona Guerra Mundial Miedinger es va traslladar a Münchenstein, molt a prop de Basilea, on va viure de 1947 a 1956. Allí va aconseguir un lloc de treball a la Foneria Hass (Haas'sche Schriftgiesserei). El director de la foneria Eduard Hoffmann valora la seva capacitat per adaptar-se a qualsevol tipus de feina i, sobretot, les seves destacades qualitats en l'àmbit tipogràfic. Durant aquella època Eduard Hoffmann té al cap dissenyar una nova tipografia per introduir-la al mercat.

Comparació de les diferències entre caràcters en Akzidenz-Grotesk i Helvetica

Foneria Hass de Münchenstein, on Miedinger va dissenyar la Akzidenz Grotesk, més tard coneguda com Helvetica

Com a conseqüència de la idea de Hoffmann, el 1956 Max Miedinger rep un encàrrec per part del mateix Hoffmann per modernitzar junts l'estil del tipus de pal sec de la casa tipogràfica Hass. La nova tipografia que van dissenyar es va anomenar "Neue Haas Grotesk", ja que es basava en la "Akzidenz Grotesk" de la Foneria Berthold de finals del segle xix. Des de 1957 a 1961 la "Neue Haas Grotesk" conserva el nom del disseny de Miedinger fins al moment en què la foneria Hass passa a ser propietat de Stempel, juntament amb tots els drets dels dissenys originals. Els nous amos de la foneria, Walter Cunz en particular, decideixen desenvolupar una nova sèrie amb pesos diferents de la "Neue Haas Grotesk" i rebatejar-la amb el nom d'Helvetica. Va ser a començaments dels anys 60 quan la tipografia va adquirir fama internacional amb aquest nom. Gràcies al seu èxit va passar a formar part del grup de tipografies anomenat "Tipografies d'estil internacional". Va sortir al mercat l'any 1961. Grans empreses crearen el seu logotip amb la tipografia Helvetica, entre elles Lufthansa, Bayer, Deutsche Bank, BASF i BMW.

## Akzidenz i Helvetica
La tipografia Akzidenz Grotesc és un tipus de pal sec o sans serif. La va crear la foneria de tipografies berlinesa Berthold l'any 1896. 61 anys més tard aquesta tipografia va servir d'inspiració per Max Miedinger a l'hora de crear la tipografia Helvetica. Per aquest motiu no és estrany confondre les dues tipografies, ja que són molt similars, tot i que tenen petites diferències: la forma de la "C" majúscula i minúscula i la de les "G", "J", "R" i "Q" majúscules. A més a més, el canvi més important que va fer Miedinger a l'Helvetica va ser l'altura de la x, més gran que l'Akzidenz.

## Curiositats
Quan Miedinger començà a treballar per Haas no ho va fer com a dissenyador, sinó que en realitat era un comercial; el seu treball consistia a viatjar per tota Suïssa realitzant demandes per foses de tipografies. Era artista gràfic de professió, però es va adonar que es faria més ric comercialitzant foses de tipus de lletra. Va ser Eduard Hoffmann qui li va encarregar dissenyar la famosa tipografia Helvetica; per tant, Hoffmann també té un paper molt important en la creació de la tipografia.
El director de màrqueting de Stempel va tenir la idea de donar a la nova creació de Max Miedinger un nom millor, perquè "Neue Haas Grotesk" no quedava massa bé per una tipografia que es pretenia vendre als Estats Units d'Amèrica. Stempel va suggerir el nom d'"Helvetia", que és el nom de Suïssa en llatí, però a Eduard Hoffman no li va semblar bona idea que una tipografia portés el nom d'un país, així que va ser ell mateix qui va suggerir el nom Helvetica.

## Recull d'obres amb tipografia Helvetica

Logo 3M
Logo Jeep
Logo Microsoft
Logo Orange
Logotip de TMB
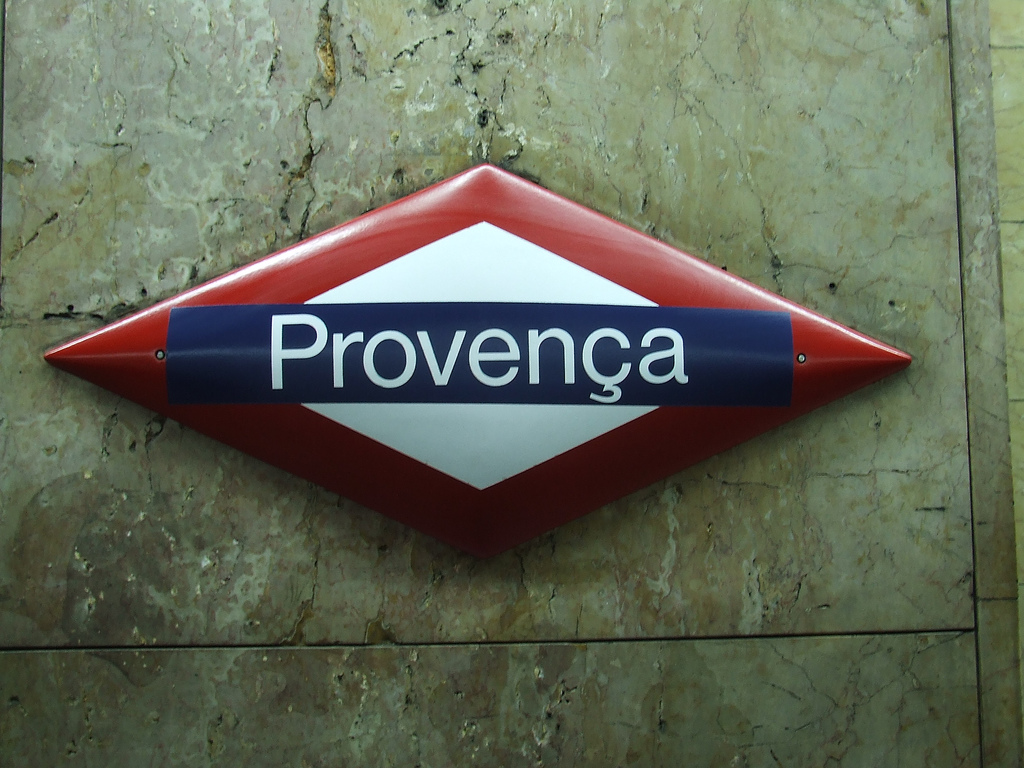
Senyalització FGC